# Josephine Kratelli

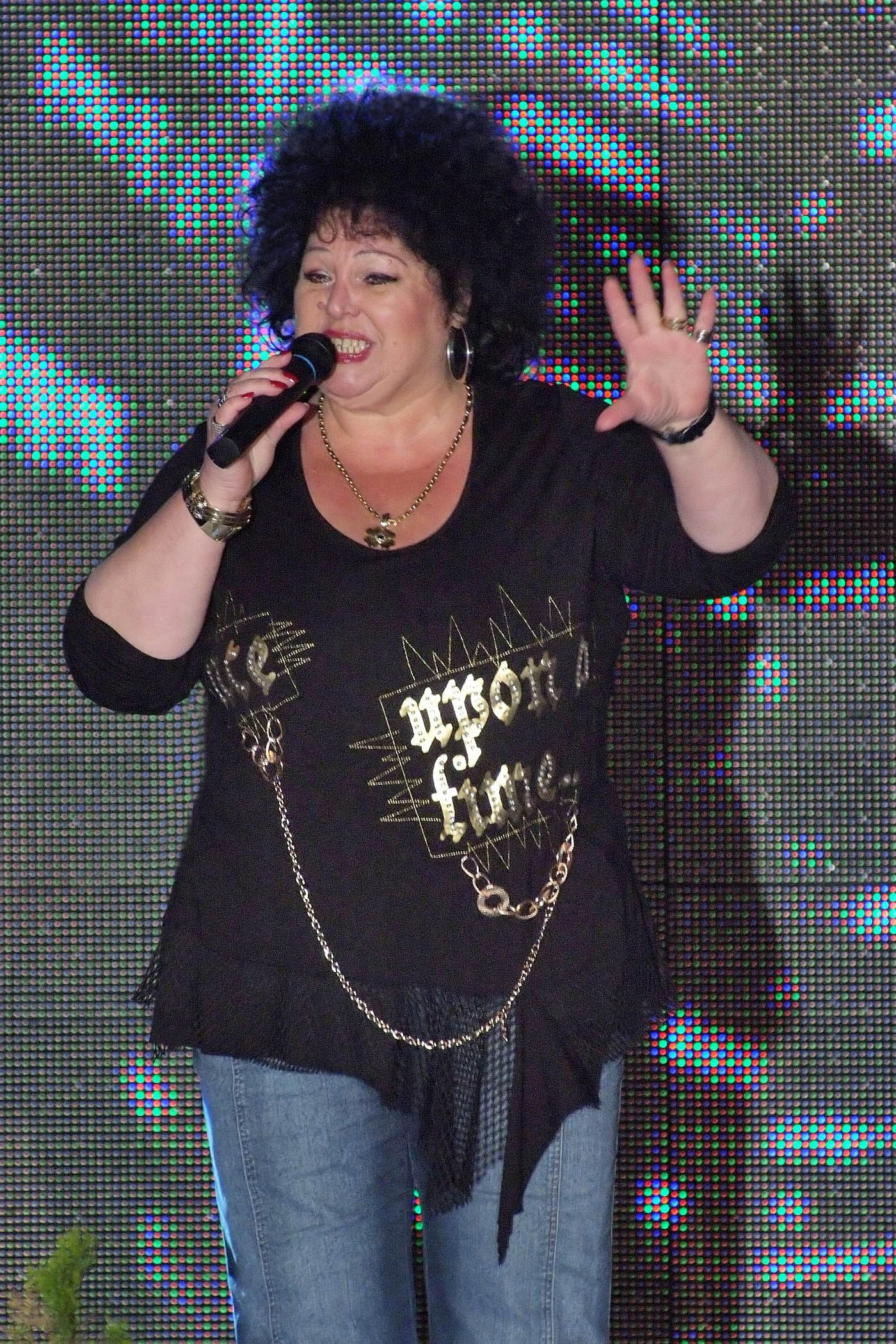
Josephine Kratelli

Josephine Kratelli (* 28. Oktober 1950 in Budapest als Jozefina Krateyl) ist eine ungarische Sängerin. Sie stammt aus einer Zirkusfamilie. Ihr bevorzugtes musikalisches Genre liegt im Bereich zwischen Jazz und Funk.

## Leben
Kratellis Eltern waren Artisten, mit denen sie als Kind durch verschiedene Länder Europas reiste. Schon zu dieser Zeit begeisterte sie sich für die Musik. Nach dem Besuch der allgemeinbildenden Schule besuchte sie eine Fachschule für Artisten (Artistaképző Intézet) und legte den Schwerpunkt ihrer Ausbildung auf den Bereich Musik. Ihre Lieblingsinstrumente waren Gitarre und Saxophon. Zu dieser Zeit wirkte sie bereits gemeinsam mit ihrem Bruder als Musikerin. Daneben nahm sie Gesangsunterricht bei Stefi Ákos. Nach dem Abschluss ihrer Ausbildung tourte sie zusammen mit ihren Eltern unter anderem in Bulgarien, der Mongolei und der Sowjetunion.
Zurückgekehrt nach Ungarn trat sie in Budapest im Kamara Varieté und im Maxim Varieté mit anderen namhaften Künstlern wie Pál Szécsi, György Korda, Cecília Esztergályos und András Payer auf. In der zweiten Hälfte der 1970er Jahre und in den 1980er Jahren folgten Auftritte in Jugoslawien, Dänemark, Belgien und der DDR. Im Jahr 2000 gründete sie ihre eigene Band Josephine Music Company. Zwei Jahre später erschien das Album Tűzön-vízen át bei Hungaroton. 2006 folgte das Album Új világ, das bei ihrem eigenen Label erschien und mit einer Goldenen Schallplatte ausgezeichnet wurde. 2007 erhielt sie für dieses Album den Fonogram-Preis (Fonogram díj) in der Sparte Nationales Jazzalbum des Jahres. Zu ihren bekanntesten Stücken zählen Ülj le und Új világ, welche regelmäßig im ungarischen Radio zu hören sind.